# Tobias
Tobias (altgriechisch Τωβίας Tōbías) ist ein männlicher Vorname, der auch als Familienname vorkommen kann.

## Herkunft und Bedeutung

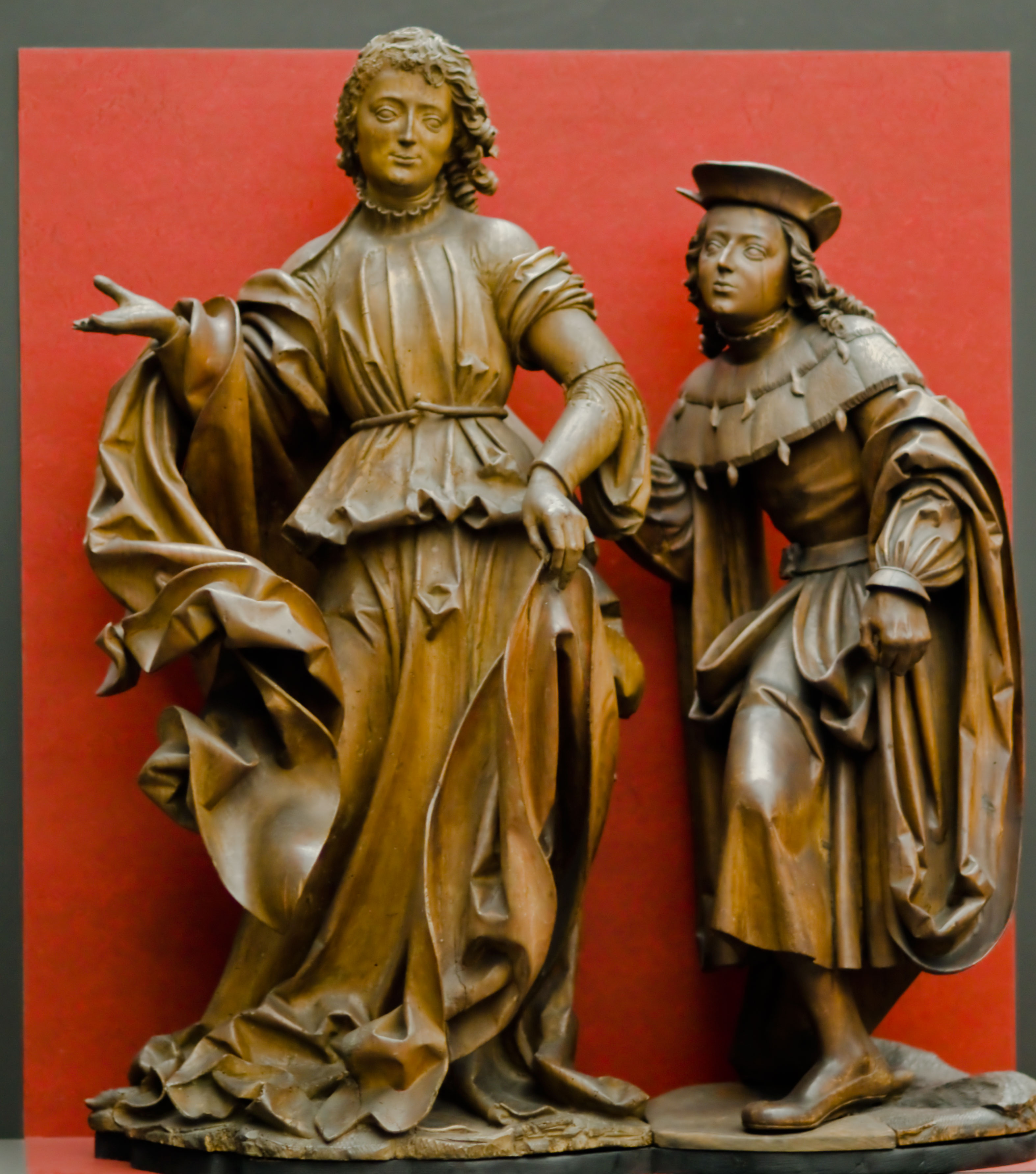
Erzengel Raphael und Tobias, Germanisches Nationalmuseum Nürnberg (1516).

Beim Namen Tobias handelt es sich um die gräzisierte und latinisierte Form des hebräischen Namens טוֹבִיָּהוּ tōwijāhū, der sich aus den Elementen טוֹב tōw und יהוה jhwh zusammensetzt: „JHWH ist gut“.

## Verbreitung
Im Alten Testament taucht der Name wiederholt auf, daneben trägt im apokryphen Buch Tobit eine der Hauptpersonen den Namen Tobias (Tob 1,10  u. ö.).
Der Name Tobias war in der ersten Hälfte des 20. Jahrhunderts in Deutschland wenig gebräuchlich. In den 1960er Jahren stieg dann seine Popularität. In den 1980ern und Anfang der 1990er gehörte der Name zu den beliebtesten Jungennamen Deutschlands. Seit der Jahrtausendwende wird der Name nur noch selten vergeben.

## Varianten
Die Namensvariante Tobias ist international verbreitet. Darüber hinaus existieren folgende Varianten:
- Englisch: Toby
- Finnisch: Topias, Topi
- Hebräisch: טוֹבִיָּהוּ Towijahu, טוֹבִיָּה Towijah, טוּבִיָה Tuwijah
  - Jiddisch: טביה Tevje
- Italienisch: Tobia
- Polnisch: Tobiasz
- Tschechisch: Tobiáš

## Namenstag
- 3. März, Tobias Wasnack, heiliggesprochener Laienbruder im Wiener Franziskanerkloster
- 13. September, Tobias, Figur aus dem Buch Tobit
- 2. November, Tobias, Märtyrer zu Sebaste (in Asien und der Türkei)

## Namensträger

### Tobias als Vorname

#### A
- Tobias Abstreiter (* 1970), deutscher Eishockeyspieler
- Tobias Ackermann (1656–1722), deutscher Abt, Landeshauptmann und Prior
- Tobias Adami (1581–1643), deutscher Philosoph
- Tobias Aehlig (* 1980), deutscher Organist
- Tobias Ahrens (* 1993), deutscher Fußballspieler
- Tobias Akselrod (1887–1938), russischer Revolutionär
- Tobias Albrecht (* 1966), besser bekannt als Rocko Schamoni, deutscher Musiker, Autor, Entertainer, Schauspieler und Clubbetreiber
- Tobias Alderweireld (* 1989), besser bekannt als Toby Alderweireld, belgischer Fußballspieler
- Tobias Amslinger (* 1985), deutscher Schriftsteller und Literaturwissenschaftler
- Tobias Angerer (* 1977), deutscher Skilangläufer
- Tobias Angerer (* 1990), österreichischer Naturbahnrodler
- Tobias Arand (* 1967), deutscher Geschichtsdidaktiker und Althistoriker
- Tobias Arlt (* 1987), deutscher Rennrodler
- Tobias Artmeier (* 1984), deutscher Eishockeyspieler
- Tobias Arwidson (* 1988), schwedischer Biathlet
- Tobias Asser (1838–1913), niederländischer Jurist und Politiker

#### B
- Tobias Bachmann (* 1977), deutscher Schriftsteller und Musiker
- Tobias Bachmüller (* 1957), deutscher Unternehmer
- Tobias Barkschat (* 1991), deutscher Bahn- und Straßenradrennfahrer
- Tobias Barnerssoi (* 1969), deutscher Skifahrer
- Tobias Barreto (1839–1889), brasilianischer Philosoph, Dichter, Literaturkritiker und Jurist
- Tobias Bauer (* 1988), deutscher Fußballspieler
- Tobias „Tobi“ Baumann (* 1974), deutscher Regisseur
- Tobias von Bechin († 1296), Bischof von Prag
- Tobias Beck (* 1974), deutscher Tischtennisspieler und -trainer
- Tobias Becker (* 1978), deutscher DJ
- Tobias Becker (* 1984), deutscher Jazzmusiker, Komponist und Arrangeur
- Tobias Johannes Becker (1649–1710), tschechischer Geistlicher, Bischof von Königgrätz
- Tobias Bergmann (* 1971), deutscher Unternehmensberater
- Tobias Beutel (1627–1690), deutscher Mathematiker und Astronom
- Tobias Beyer (* 1966), deutscher Schauspieler
- Tobias Biersack (* 1990), deutscher Eishockeyspieler
- Tobias Birchler (* 1997), Schweizer Skispringer
- Tobias Billström (* 1973), schwedischer Politiker
- Tobias Bongers (* 1995), deutscher Poolbillard- und Snookerspieler
- Tobias Blättler (* 1981), Schweizer Rennfahrer
- Tobias Böckermann (* 1973), deutscher Journalist und Sachbuchautor
- Tobias Bogner (* 1990), deutscher Skispringer
- Tobias Bong (* 1988), deutscher Kanute
- Tobias Bongers (* 1995), deutscher Poolbillard- und Snookerspieler
- Tobias Bonhoeffer (* 1960), deutscher Neurobiologe
- Tobias Bonn (* 1964), deutscher Sänger und Schauspieler
- Tobias Bosch (* 1977), besser bekannt als DJ Stacccato, deutscher DJ und Musikproduzent
- Tobias Bouerdick (* 1995), deutscher Billardspieler
- Tobias Brandes (1966–2017), deutscher Physiker und Hochschullehrer
- Tobias Brandner (* 1965), Schweizer Pfarrer und Seelsorger
- Tobias Bredohl (* 1974), deutscher Pianist und Kirchenmusiker
- Tobias Breer, (* 1963), deutscher Regularkanoniker
- Tobias Brocher (1917–1998), deutscher Psychoanalytiker
- Tobias Brunner (1602–1654), deutscher Orgelbauer
- Tobias Bucher (* 1989), Schweizer Eishockeyspieler
- Tobias Buddensieg (1955–2010), deutscher Fotograf
- Tobias Bungter (* 1974), deutscher Autor
- Tobias Busch (* 1988), deutscher Speedway-Fahrer
- Tobias Büscher (* 1964), deutscher Journalist und Autor

#### C
- Tobias Carlsson (* 1975), schwedischer Fußballspieler
- Tobias Chilla (* 1973), deutscher Geograph und Hochschullehrer
- Tobias Christ (* 1976), deutscher Fußballschiedsrichter
- Tobias Christl (* 1978), deutscher Sänger, Songwriter und Komponist
- Tobias Clausnitzer (1619–1684), deutscher Geistlicher und Kirchenliederdichter
- Tobias Colding (* ≈1960), dänischer Mathematiker
- Tobias Czaschel (≈1621–1681), schlesisch-österreichischer Arzt, Leibmedicus und Dekan

#### D
- Tobias Dahm (* 1987), deutscher Leichtathlet
- Tobias Damm (* 1983), deutscher Fußballspieler
- Tobias Debiel (* 1963), deutscher Politologe
- Tobias Delius (* 1964), britischer Musiker
- Tobias von Dempter (1583–1657), deutscher Bürgermeister
- Tobias Diakow (* 1990), deutscher Schauspieler und Synchronsprecher
- Tobias Dohrn (1910–1990), deutscher Archäologe
- Tobias Draxinger (* 1985), deutscher Eishockeyspieler
- Tobias Dressel (1635–1717), deutscher Orgelbauer
- Tobias Duffner (* 1983), deutscher Fußballtorwart
- Tobias Dürr (* 1965), deutscher Journalist
- Tobias Dürr (* 1975), deutscher Schauspieler

#### E
- Tobias Eberhard (* 1985), österreichischer Biathlet
- Tobias Eberlin (≈1590–1671), deutscher Organist
- Tobias Eckert (* 1980), deutscher Politiker
- Tobias Eckhard (1662–1737), deutscher Pädagoge, evangelischer Theologe und Philologe
- Tobias Eder (* 1966), deutscher bildender Künstler
- Tobias Eder (1998–2025), deutscher Eishockeyspieler
- Tobias Egli (1534–1574), Schweizer reformierter Pfarrer und Antistes
- Tobias Eisele (* 1972), deutscher Koch
- Tobias Ellwood (* 1966), britischer Politiker
- Tobias Elsäßer (* 1973), deutscher Kinder- und Jugendbuchautor, Sänger und Songwriter
- Tobias Englmaier (* 1988), deutscher Judoka
- Tobias Enström (* 1984), schwedischer Eishockeyspieler
- Tobias J. Erb (* 1979), deutscher Biologe und Chemiker
- Tobias Erler (* 1979), deutscher Radrennfahrer
- Tobias Esch (* 1970), deutscher Mediziner und Gesundheitswissenschaftler
- Tobias Eschenbacher (* 1977), deutscher Kommunalpolitiker
- Tobias Escher (* 1988), deutscher Sportjournalist, Blogger und Sachbuchautor
- Tobias Etter (* 1980), Schweizer Segler
- Tobias Exxel (* 1973), deutscher Metal-Musiker

#### F
- Tobias Faix (* 1969), deutscher Theologe, Sachbuchautor und Professor
- Tobias Falberg (* 1976), deutscher Schriftsteller und Zeichner
- Tobias Gutmann Feder (≈1760–1817), Protagonist der jüdischen Aufklärung in Galizien
- Tobias Feilner (1773–1839), Fabrikant von Tonwaren
- Tobias Feisthammel (* 1988), deutscher Fußballspieler
- Tobias Feldmann (* 1991), deutscher Geiger und Musikprofessor
- Tobias Fenchel (1849–1910), deutscher Missionar
- Tobias Figueiredo (* 1994), portugiesischer Fußballspieler
- Tobias Fink (* 1983), deutscher Fußballspieler
- Tobias Fischer (* 1984), Schweizer Schauspieler
- Tobias Fohrler (* 1997), deutsch-schweizerischer Eishockeyspieler
- Tobias Forge (* 1981), schwedischer Rockmusiker
- Tobias Forster (* 1973), deutscher Pianist und Komponist
- Tobias Foskett (* 1975), australischer Dirigent
- Tobias Frank (* 1958), deutscher Hockeyspieler
- Tobias Franzmann (* 1990), deutscher Ruderer
- Tobias Frere-Jones (* 1970), US-amerikanischer Schriftgestalter
- Tobias Freudenberg (* 1973), deutscher Rechtsanwalt und Journalist
- Tobias Frieß, deutscher Synchronsprecher
- Tobias Fröschle (* 1960), deutscher Jurist und Universitätsprofessor
- Tobias Funke (* 1982), Schweizer Koch
- Tobias Furer (* 1987), Schweizer Leichtathlet
- Tobias Furneaux (1735–1781), britischer Weltumsegler

#### G
- Tobias Geisser (* 1999), Schweizer Eishockeyspieler
- Tobias Gerdesmeyer (* 1973), deutscher Politiker (CDU), Bürgermeister von Lohne (Oldenburg)
- Tobias Giehl (* 1991), deutscher Hürdenläufer
- Tobias Giering (* 1982), deutscher Crosslauf-Sommerbiathlet und Leichtathlet
- Tobias Ginsburg (* 1986), deutscher Theaterregisseur und Autor
- Tobias Gohlis (* 1950), deutscher Journalist, Literaturkritiker und Autor
- Tobias Goldschmidt (* 1981), deutscher Politikwissenschaftler
- Tobias Gossmann (* 1965), deutscher Dirigent und Geiger
- Tobias Gotthardt (* 1977), deutscher Politiker (Freie Wähler)
- Tobias Graf (* 1984), deutscher Radsportler
- Tobias Grahn (* 1980), schwedischer Fußballnationalspieler
- Tobias Gramowski (* 1974), deutscher Schauspieler
- Tobias Grau (* 1957), deutscher Designer
- Tobias Gravenhorst (* 1962), deutscher Kirchenmusiker, Konzertorganist und Musikwissenschaftler
- Tobias Greenhalgh (* ≈1990), US-amerikanischer Opernsänger
- Tobias Gruben (1963–1996), deutscher Underground-Musiker, Sänger, Komponist und Dichter
- Tobias Grünenfelder (* 1977), Schweizer Skirennfahrer

#### H
- Tobias Haaks (* 1979), deutscher Opern-, Operetten-, Lied- und Oratoriensänger
- Tobias Haas (* 1973), deutscher Filmeditor
- Tobias Haase (* 1981), deutscher Regisseur
- Tobias Hack (* 1973), deutscher Theologe
- Tobias Hafner (1833–1921), deutscher Lehrer, Schriftsteller und Lokalhistoriker
- Tobias Hager (* 1973), deutscher Fußballspieler
- Tobias Hahn (* 1987), deutscher Handballspieler
- Tobias Haitz (* 1992), deutscher Fußballspieler
- Tobias Hans (* 1978), deutscher Politiker (CDU)
- Tobias Hantmann (* 1976), deutscher Künstler
- Tobias Harris (* 1992), US-amerikanischer Basketballspieler
- Tobias Hartleb (* 19??), deutscher Komponist
- Tobias Hartmann (* 1982), deutscher Hardstyle-DJ und Musikproduzent, siehe Robin Clark (DJ)
- Tobias Haslinger (1787–1842), österreichischer Musikverleger und Komponist
- Tobias Haug (* 1993), deutscher Nordischer Kombinierer
- Tobias Hauke (* 1987), deutscher Hockeyspieler
- Tobias Haupt (* 1984), deutscher Wirtschaftswissenschaftler und Fußballmanager
- Tobias Heege (1864–1937), deutscher Landwirt, Gemeinderat und Landtagsabgeordneter
- Tobias Hegewald (* 1989), deutscher Automobilrennfahrer
- Tobias Heimkreitner (* 1979), deutscher Mountainbikefahrer
- Tobias Heindl (* 1974), deutscher Violinist
- Tobias Heinemann (* 1971), deutscher Eisenbahn- und Logistikmanager.
- Tobias Heilmann (1873–1940), grönländischer Katechet und Landesrat
- Tobias Heilmann (1975–2025), deutscher Politiker (SPD)
- Tobias Hellman (* 1973), schwedischer Skirennläufer
- Tobias Helms (* 1968), deutscher Rechtswissenschaftler
- Tobias Hempel (1738–1820), deutscher Rechtsanwalt, Ratsherr, Stadtvogt und Bürgermeister
- Tobias Hengstmann (* 1981), deutscher Kabarettist, siehe Die HengstmannBrüder
- Tobias Henneböle (* 1992), deutscher Fußballspieler
- Tobias Hermann (* 1991), deutscher Biathlet
- Tobias Herre (* 1969), deutscher Lesebühnenautor, siehe Tube (Schriftsteller)
- Tobias Heß (1558–1614), deutscher Jurist, Theosoph und Mediziner
- Tobias Hiller (1966–2010), deutscher Chorleiter, Dirigent und Komponist
- Tobias Hochscherf (* 1976), deutscher Medien-, Film- und Fernsehwissenschaftler
- Tobias Hoesl (* 1961), deutscher Schauspieler
- Tobias Hoffmann (* 1967), deutscher Philosoph
- Tobias Hoffmann (* 1970), deutscher Kunsthistoriker und Museumsdirektor
- Tobias Hoffmann (* 1982), deutscher Jazzgitarrist und Komponist
- Tobias Holländer (1636–1711), Schweizer Vogtherr, Ratsherr, Säckelmeister, Gesandter und Bürgermeister
- Tobias Homp (* 1963), deutscher Fußballspieler
- Tobias B. Huber (* 1971), deutscher Mediziner und Hochschullehrer
- Tobias M. Huber (* 1988), deutscher Filmproduzent
- Tobias Hübner (1578–1636), deutscher Übersetzer und Literaturtheoretiker
- Tobias Huch (* 1981), deutscher Unternehmer und Politiker (FDP)
- Tobias Hülswitt (* 1973), deutscher Schriftsteller
- Tobias Hume (≈1569–1645), schottischer Komponist, Gambist und Soldat
- Tobias Hundt (* 1987), deutscher Musiker
- Tobias Hürter (* 1972), deutscher Journalist
- Tobias Husemann (* 1970), deutscher Puppenspieler und Puppenbauer
- Tobias Hysén (* 1982), schwedischer Fußballspieler

#### I
- Tobias Ihle (1924–2008), deutscher Organist und Musikpädagoge
- Tobias Ineichen (* 1964), Schweizer Filmregisseur

#### J
- Tobias Jaecker (* 1975), deutscher Kommunikationswissenschaftler, Journalist und Sachbuchautor
- Tobias Jahn (* 1986), deutscher Basketballspieler
- Tobias Jänicke (* 1989), deutscher Fußballspieler
- Tobias Janz (* 1974), deutscher Musikwissenschaftler
- Tobias Jehle (1885–1978), liechtensteinischer Bauunternehmer und Politiker (FBP)
- Tobias Jersak (* 1972), deutscher Historiker
- Tobias Jesso Jr. (* 1985), kanadischer Musiker und Songwriter
- Tobias Joch (* 1991), deutscher Schauspieler und Musicaldarsteller
- Tobias Jugelt (* 1975), deutscher Schachspieler
- Tobias Jundt (* 1978), Schweizer Songwriter und Produzent, siehe Bonaparte (Band)
- Tobias Just (* 1970), deutscher Volkswirt

#### K
- Tobias Kahler (* 1974), deutscher Aktivist und Lobbyist
- Tobias Kainz (* 1992), österreichischer Fußballspieler
- Tobias Kaiser (* 1979), deutscher Musiker, siehe Heldmaschine
- Tobias Kamke (* 1986), deutscher Tennisspieler
- Tobias Kammerer (* 1968), deutscher Kirchenkünstler
- Tobias Kämmerer (* 1975), deutscher Journalist, Radio- und TV-Moderator
- Tobias Kammerlander (* 1986), österreichischer Nordischer Kombinierer
- Tobias Karlsson (* 1981), schwedischer Handballspieler
- Tobias Kasimirowicz (* 1976), deutscher Schauspieler
- Tobias Kassung (* 1977), deutscher Gitarrist
- Tobias Kastlunger (* 1999), italienischer Skirennläufer
- Tobias Kaufhold (* 1964), deutscher Kunsthistoriker
- Tobias O. Keber (* 1974), deutscher Professor für Medienrecht und Medienpolitik
- Tobias Keck (* 1971), deutscher Chirurg
- Tobias Kehrer (* 19??), deutscher Opernsänger
- Tobias Keller (* 1964), deutscher Politiker (AfD)
- Tobias Kempe (* 1989), deutscher Fußballspieler
- Tobias Kern (* 1992), deutscher Schauspieler und Synchronsprecher
- Tobias Killer (* 1993), deutscher Fußballspieler
- Tobias Kippenberg (* 1976), deutscher Physiker
- Tobias Klose (* 19??), deutscher Drehbuchautor, Sprecher, Regisseur und Schauspieler
- Tobias Kluckert (* 1972), deutscher Schauspieler, Synchron- und Hörspielsprecher
- Tobias Koch (* 1968), deutscher Pianist
- Tobias Koch (* 1973), deutscher Politiker (CDU)
- Tobias Koch (* 2001), österreichischer Fußballspieler
- Tobias Kohen (1652–1729), deutsch-polnischer Arzt und Schriftsteller
- Tobias Kollmann (* 1970), deutscher Professor für BWL und Wirtschaftsinformatik
- Tobias Koy (1757–1809), ungarischer Hofbeamter und Entomologe österreichischer Abstammung
- Tobias Kracker (1658–1736), deutscher Bildhauer und Maler
- Tobias Krantz (* 1971), schwedischer Politiker
- Tobias Kratzer (* 1980), deutscher Opern- und Schauspielregisseur
- Tobias Kraulich (* 1999), deutscher Fußballspieler
- Tobias Krause (1965–2005), deutsch-österreichischer Fernsehproduzent
- Tobias „Tobi“  Krell (* 1986), deutscher Fernsehmoderator, -reporter und -redakteur (Checker Tobi)
- Tobias Kreuzmann (* 1981), deutscher Wasserballspieler
- Tobias Krick (* 1998), deutscher Volleyballspieler
- Tobias Kroner (* 1985), deutscher Speedway-Rennfahrer
- Tobias Krull (* 1977), deutscher Politiker (CDU)
- Tobias Kuhn (* 1975), deutscher Musiker, Singer-Songwriter, Filmkomponist und Musikproduzent
- Tobias Kühne (* 1977), deutscher Ruderer
- Tobias Künkler (* 1979), deutscher Erziehungswissenschaftler und Soziologe
- Tobias Kunz (* 1972), deutscher Kunsthistoriker
- Tobias Kunz (* 1989), deutscher Eishockeyspieler
- Tobias Kunze (* 1981), deutscher Slam-Poet, Rapper und Autor
- Tobias Künzel (* 1964), deutscher Popsänger und Komponist
- Tobias Künzi (* 1998), Schweizer Badmintonspieler
- Tobias Kurbjuweit (* 1982), deutscher Fußballspieler und -trainer

#### L
- Tobias Lagenstein (1980–2011), deutscher Hauptfeldwebel
- Tobias Langhoff (1962–2022), deutscher Schauspieler
- Tobias Laub (1685–1761), deutscher Maler und Kupferstecher
- Tobias Lawal (* 2000), österreichischer Fußballtorwart
- Tobias Lehmkuhl (* 1976), deutscher Literaturkritiker und Autor
- Tobias Lehner (* 1974), deutscher Künstler
- Tobias Lelle (* 1955), deutscher Schauspieler und Synchronsprecher
- Tobias Levels (* 1986), deutscher Fußballspieler
- Tobias Leveringhaus (* 1982), deutscher Filmproduzent
- Tobias Lettl (* 1968), deutscher Jurist und Hochschullehrer
- Tobias Licht (* 1977), deutscher Schauspieler
- Tobias Linderoth (* 1979), schwedischer Fußballspieler
- Tobias Lindholm (* 1977), dänischer Filmregisseur und Drehbuchautor
- Tobias Lindner (* 1961), deutscher Biathlet
- Tobias Lindner (* 1982), deutscher Politiker (Bündnis 90/Die Grünen)
- Tobias Linse (* 1979), deutscher Fußballtorwart
- Tobias Lister (* 1987), australischer Steuermann im Rudern
- Tobias Löffler (* 1967), deutscher Lichtdesigner
- Tobias Lübben (* 1973), deutscher Journalist und Autor
- Tobias Ludvigsson (* 1991), schwedischer Mountainbike- und Straßenradrennfahrer
- Tobias Luthe (* 1975), deutscher Nachhaltigkeitsforscher und Wissenschaftler
- Tobias Lütke (* 1981), deutscher Softwareentwickler
- Tobias Lützenkirchen (* 1977), deutscher Produzent und DJ

#### M
- Tobias Maehler (* 1969), deutscher Schauspieler, Regisseur und Kulturmanager
- Tobias Magirus (1586–1652), deutscher Polyhistor
- Tobias Vincent Maguire (* 1975), US-amerikanischer Schauspieler, siehe Tobey Maguire
- Tobias Mahncke (* 1984), deutscher Handballspieler
- Tobias Mandler (* 2001), österreichischer Fußballspieler
- Tobias Mann (* 1976), deutscher Kabarettist und Musiker
- Tobias Marhold (* 1969), deutscher Politiker
- Tobias Mattsson (* 1974), schwedischer Fußballschiedsrichter
- Tobias Mayer (1723–1762), deutscher Kartograf, Geograf, Mathematiker, Physiker und Astronom
- Tobias Mehler (* 1976), kanadischer Filmschauspieler
- Tobias Meinhart (* 1983), deutscher Musiker
- Tobias O. Meißner (* 1967), deutscher Roman- und Comicautor
- Tobias Meister (* 1957), deutscher Schauspieler, Synchron- und Hörspielsprecher, Synchronregisseur und Dialogbuchautor
- Tobias Menzies (* 1974), britischer Schauspieler
- Tobias Messing (* 2000), österreichischer Fußballspieler
- Tobias Meyer (* 1963), deutsch-österreichischer Auktionator und Kunstsammler
- Tobias Meyer (* 1975), deutscher Manager
- Tobias Meyer (* 1979), deutscher Politiker
- Tobias Meyer (* 1988), deutscher Springreiter
- Tobias Michael (1592–1657), deutscher Komponist und Thomaskantor
- Tobias Mikkelsen (* 1986), dänischer Fußballspieler
- Tobias Moeck (* 1984), deutscher Hörfunknachrichtensprecher, Moderator, Journalist und Schlagzeuger
- Tobias Moers (* 1966), deutscher Manager
- Tobias Mohr (* 1995), deutscher Fußballspieler
- Tobias Moorstedt (* 1977), deutschsprachiger Journalist und Autor
- Tobias Moretti (* 1959), österreichischer Schauspieler
- Tobias Morgenstern (* 1960), Akkordeonist und Komponist
- Tobias Moser (* 1968), deutscher Mediziner und Neurowissenschaftler
- Tobias Mullen (1818–1900), US-amerikanischer Geistlicher
- Tobias Müller (* 1979), deutscher Regisseur
- Tobias Müller (* 1979), deutscher Synchronsprecher und Rapper
- Tobias Müller (* 1992), deutscher Telemarker
- Tobias Müller (* 1993), deutscher Fußballspieler
- Tobias Müller (* 1994), deutscher Fußballspieler

#### N
- Tobias Nath (* 1979), deutscher Schauspieler und Synchronsprecher
- Tobias Neuhann (* 1950), deutscher Augenarzt
- Tobias Neumann (* 1980), deutscher Synchronautor
- Tobias Neumann (* 1988), deutscher Volleyballspieler
- Tobias Ng (* 1985), kanadischer Badmintonspieler, siehe Toby Ng
- Tobias Nickenig (* 1984), deutscher Fußballspieler
- Tobias Nicklas (* 1967), deutscher Theologe und Professor
- Tobias Nißler (1853–1907), deutscher Landwirt, Bürgermeister und Mitglied des Deutschen Reichstags
- Tobias Nolde (* 1998), deutscher Radrennfahrer
- Tobias Norlind (1879–1947), schwedischer Musikhistoriker, Museumsdirektor und Autor
- Tobias Norris (1861–1936), kanadischer Politiker

#### O
- Tobias Oertel (* 1975), deutscher Schauspieler
- Tobias Ofenbauer (* 1980), österreichischer Schauspieler
- Tobias Olfen (1597–1654), deutscher Politiker und Chronist
- Tobias Öller (* 1974), deutscher Kabarettist, Bühnenkünstler, Musiker und Autor
- Tobias Oriwol (* 1985), kanadischer Schwimmer

#### P
- Tobias Pachonik (* 1995), deutscher Fußballspieler
- Tobias Pagel (1915–1984), deutscher Schauspieler, Synchronsprecher und Hörspielsprecher
- Tobias Pehle (* 1960), deutscher Journalist und Autor
- Tobias Pellegrini (* 1996), österreichischer Fußballspieler
- Tobias Matthias Peterka (* 1982), deutscher Politiker (AfD) und Diplom-Jurist.
- Tobias Peucer (fl. 1690), Verfasser der weltweit ersten Dissertation, die zum Thema Presse und Journalismus erschien
- Tobias Pfanner (1641–1716), deutscher Jurist, Historiker und Archivar
- Tobias Pflüger (* 1965), deutscher Politikwissenschaftler und Friedensforscher
- Tobias Picker (* 1954), US-amerikanischer Komponist
- Tobias Piff (1879–1927), österreichischer Kleinbauer und Politiker (SDAP)
- Tobias Pock (1609–1683), deutscher bzw. österreichischer Maler
- Tobias Portschy (1905–1996), österreichischer Jurist und Politiker
- Tobias Potye (* 1995), deutscher Leichtathlet
- Tobias Pötzelsberger (* 1983), österreichischer Journalist und Singer-Songwriter
- Tobias Preisig (* 1981), Schweizer Jazz-Violinist
- Tobias Przytarski (* 1959), deutscher römisch-katholischer Priester
- Tobias Puspas (* 1975), deutscher Kommunalpolitiker (CDU)

#### Q
- Tobias Querfurt (1660–1734), deutscher Maler, Radierer und Eisenschneider

#### R
- Tobias Rank (* 1968), deutscher Pianist und Komponist
- Tobias Ranzinger (* 1968), deutscher Fernsehmoderator und Journalist
- Tobias Rapp (* 1971), deutscher Journalist
- Tobias Raschl (* 2000), deutscher Fußballspieler
- Tobias Rathgeb (* 1982), deutscher Fußballspieler und -trainer
- Tobias Ratschiller (* 1979), Unternehmer aus Südtirol
- Tobias Rau (* 1981), deutscher Fußballspieler
- Tobias Rausch (* 1972), deutscher Regisseur und Autor
- Tobias Rausch (* 1990), deutscher Politiker (AfD), MdL
- Tobias Read (* 1975), US-amerikanischer Politiker (Demokratische Partei)
- Tobias Regner (* 1982), deutscher Rocksänger
- Tobias Rehberger (* 1966), deutscher Bildhauer
- Tobias Reich (* ≈1959), deutscher Kernchemiker
- Tobias Reichel (* 1985), deutscher Fußballschiedsrichter
- Tobias Reichmann (* 1988), deutscher Handballspieler
- Tobias Reichmuth (* 1978), Schweizer Unternehmer
- Tobias Reimers (1653–1716), deutscher Jurist und Bürgermeister der Stadt Lüneburg
- Tobias Reinbacher (* 1972), deutscher Rechtswissenschaftler und Hochschullehrer
- Tobias Reinhardt (* 1971), deutscher Klassischer Philologe
- Tobias Reinkemeier (* 1987), deutscher Pokerspieler
- Tobias Reinthaller (* 1992), österreichischer Schauspieler
- Tobias Reiser (1946–1999), österreichischer Volksliedforscher und Musiker.
- Tobias Reiß (* 1968), deutscher Politiker (CSU)
- Tobias Reitz (* 1979), deutscher Liedtexter im Bereich des deutschen Schlagers
- Tobias Reiter (* 1985), deutscher Biathlet und Trainer
- Tobias Reithmeir (* 1999), deutscher Fußballspieler
- Tobias Retzlaff (* 1987), deutscher Schauspieler
- Tobias Richter (* 1953), Schweizer Opernregisseur und Theaterintendant
- Tobias Rieder (* 1993), deutscher Eishockeyspieler
- Tobias Riether (* 1985), deutscher Schlager- und Stimmungssänger und Zahnarzt, siehe Tobee
- Tobias Rivesjö (* 1989), schwedischer Handballspieler
- Tobias Rokahr (* 1972), deutscher Komponist, Dirigent und Hochschulprofessor
- Tobias Rose (* 1974), deutscher Ruderer
- Tobias Rosen (* 1983), deutscher Schauspieler und Filmproduzent
- Tobias Roth (* 1985), deutscher Lyriker, Übersetzer und Essayist
- Tobias Rötheli (* 1958), Schweizer Ökonom und Hochschullehrer
- Tobias Rüger (* 1965), deutscher Saxofonist und Komponist
- Tobias Rühle (* 1991), deutscher Fußballspieler

#### S
- Tobias Sammet (* 1977), deutscher Sänger und Musiker
- Tobias Sana (* 1989), burkinisch-schwedischer Fußballspieler
- Tobias Santelmann (* 1980), norwegischer Schauspieler
- Tobias Sauter (* 1983), deutscher Marathonläufer
- Tobias Schacht (* 1976), deutscher Sänger und Gitarrist, siehe Der Junge mit der Gitarre
- Tobias Schadewaldt (* 1984), deutscher Segler
- Tobias Scharfenberger (* 1964), deutscher Opernsänger
- Tobias Scheffel (* 1964), deutscher Übersetzer französischer Literatur
- Tobias Scheifler (* 1988), deutscher Fußballspieler
- Tobias Schellenberg (* 1978), deutscher Wasserspringer
- Tobias Schenke (* 1981), deutscher Schauspieler
- Tobias Scherbarth (* 1985), deutscher Stabhochspringer
- Tobias Scheytt (* 1963), deutscher Wirtschaftswissenschaftler
- Tobias Schiegl (* 1973), österreichischer Rennrodler
- Tobias Schilk (* 1992), deutscher Fußballspieler
- Tobias Schimmelbauer (* 1987), deutscher Handballspieler
- Tobias Schimon (* 1985), deutscher Moderator, Sportkommentator und Journalist
- Tobias Schirmer (* 1982), deutscher Jazzmusiker
- Tobias Schlauderer (* 1984), deutscher Fußballspieler
- Tobias Schlegl (* 1977), deutscher Radio- und Fernsehmoderator, Reporter, Autor, Musiker sowie Notfallsanitäter
- Tobias A. Schliessler (* 1958), deutscher Kameramann
- Tobias Schmid (* 1970), deutscher Medienmanager
- Tobias Schmidt (1755–1831), deutscher Klavierbauer, Konstrukteur der Guillotine
- Tobias Schmidt (* 1983), deutscher Synchronsprecher
- Tobias Schmidt, bekannt als Tobi Tobsen, deutscher Rapper und Musikproduzent
- Tobias Schneebaum (1922–2005), US-amerikanischer Autor, Anthropologe und AIDS-Aktivist
- Tobias Schneider (* 1981), deutscher Eisschnellläufer
- Tobias Schönenberg (* 1986), deutscher Schauspieler
- Tobias Schopf (* 1985), österreichischer Handballspieler
- Tobias Schorr, deutscher Wirtschaftsjournalist
- Tobias Schramm (1701–1771), deutscher Instrumenten- und Orgelbauer
- Tobias Schreindl (* 1988), deutscher Leichtathlet
- Tobias Schrittwieser (* 1996), österreichischer Basketballspieler
- Tobias Schröck (* 1992), deutscher Fußballspieler
- Tobias Schrödel (* 1971), deutscher IT-Sicherheitsspezialist, Autor, Redner und TV-Experte
- Tobias Schröder (* 1981), deutscher Handballspieler
- Tobias Schröder (* 1989), deutscher Sommerbiathlet
- Tobias Schröter (* 1964), deutscher Eiskunstläufer
- Tobias Schröter (* 1993), deutscher Handballspieler
- Tobias Schüfer (* 1967), deutscher evangelischer Theologe und Propst
- Tobias Schuffenhauer (* 1982), deutscher Radioredakteur, Moderator sowie Hörbuch- und Hörspielsprecher
- Tobias Schulze (* 1973), deutscher Schauspieler und Synchronsprecher
- Tobias Schulze (* 1976), deutscher Politiker (Die Linke)
- Tobias Schützenauer (* 1997), österreichischer Fußballtorwart
- Tobias Schwab (* 1985), deutscher Eishockeyspieler
- Tobias Schwartz (* 1976), deutscher Schriftsteller, Dramatiker und Übersetzer
- Tobias Schwede (* 1994), deutscher Fußballspieler
- Tobias Schweinsteiger (* 1982), deutscher Fußballspieler und -trainer
- Tobias Seiler (1681–1741), deutscher Theologe und Chronist
- Tobias Seyb (* 1961), deutscher Musiker und Komponist
- Tobias Sichelbein (1607–1651), deutscher Maler
- Tobias Siebert (* 1976), deutscher Sänger und Gitarrist
- Tobias Siebert (* 1963), deutscher Drehbuchautor
- Tobias Simon (* 1992), deutscher Nordischer Kombinierer
- Tobias Singelnstein (* 1977), deutscher Rechtswissenschaftler und Kriminologe
- Tobias Sippel (* 1988), deutscher Fußballtorwart
- Tobias Skerka (* 1975), deutscher Handballspieler- und -trainer
- Tobias Smollett (1721–1771), schottischer Schriftsteller
- Tobias Spingler (≈1590 – n. 1625), deutscher Maler
- Tobias Stechert (* 1985), deutscher Skirennläufer
- Tobias Steffen (* 1992), deutscher Fußballspieler
- Tobias Steinhauser (* 1972), deutscher Radrennfahrer
- Tobias Steinmann (1556–1631), deutscher Verleger, Buchdrucker und Ratsherr
- Tobias Stephan (* 1984), Schweizer Eishockeytorwart
- Tobias Stieler (* 1981), deutscher Fußballschiedsrichter
- Tobias Stille (* 1966), deutscher Produzent, Showrunner, Regisseur und Drehbuchautor
- Tobias Stimmer (1539–1584), Schweizer Maler
- Tobias Stockhoff (* 1981), deutscher Politiker (CDU)
- Tobias Stosiek (* 1971), deutscher Cellist und Professor
- Tobias Straumann (* 1966), Schweizer Wirtschaftshistoriker
- Tobias Strobl (* 1990), deutscher Fußballspieler
- Tobias Studer (* 1998), Schweizer Unihockeyspieler
- Tobias Sudhoff (* 1972), deutscher Jazzmusiker, Autor, Koch und Kabarettist
- Tobias Svantesson (* 1963), schwedischer Tennisspieler

#### T
- Tobias Tandler (1571–1617), deutscher Mediziner und Mathematiker
- Tobias ten Brink (* 1976), deutscher Politikwissenschaftler
- Tobias Teschner (* 1980), deutscher Schauspieler
- Tobias Thalhammer (* 1979), deutscher Politiker und Schlagersänger
- Tobias Thomas (* 1970), deutscher DJ, Produzent und Musikjournalist
- Tobias Thomas (* 1975), deutscher Ökonom und Hochschullehrer
- Tobias Thulin (* 1995), schwedischer Handballtorwart
- Tobias Tilemann (1584–1614), deutscher Mathematiker
- Tobias Timm (* 1975), deutscher Journalist, Kunstmarktexperte und Sachbuchautor
- Tobias Topic (* 1992), deutscher Musiker und Produzent, siehe Topic (Musiker)
- Tobias Torgersen (* 1982), norwegischer Biathlet
- Tobias Trautner (* 1995), deutscher Fußballtorwart
- Tobias Tröger (* 1972), deutscher Rechtswissenschaftler und Hochschullehrer
- Tobias Trutwin (* 1964), deutscher Künstler

#### U
- Tobias Udier (1911–1985), österreichischer Politiker
- Tobias Ufer (* 1978), deutscher Moderator und Stadionsprecher
- Tobias Unger (* 1979), deutscher Sprinter
- Tobias Unkauf (* 1987), deutscher Schauspieler und Biotechnologe
- Tobias Unterberg (* 1968), deutscher Cellist, Komponist, Arrangeur und Musikproduzent, siehe B. Deutung
- Tobias Utter (* 1962), deutscher Politiker

#### V
- Tobias Vethake (* 1975), deutscher Musiker und Komponist
- Tobias Vetter (* 1981), deutscher Radsportler
- Tobias Vogel (* 1964), deutscher Fußballspieler
- Tobias Vogel (* 1982), deutscher Comiczeichner, -autor und Cartoonist, siehe Krieg und Freitag
- Tobias Vögeli (* 1995), Schweizer Politiker
- Tobias Vogt (* 1973), deutscher Dramaturg
- Tobias Vogt (* 1985), deutscher Politiker (CDU), MdL Baden-Württemberg
- Tobias Vogt (* 1988), deutscher Politiker (CDU), MdL Rheinland-Pfalz
- Tobias Volckmer junior (1586–1659), Goldschmied, Mathematiker und Geodät am Münchner Hof
- Tobias Volckmer senior (1560–1624), Goldschmied und Mathematiker am Münchner Hof
- Tobias Voss (* 1992), deutscher Boxer

#### W
- Tobias Wächter (* 1988), deutscher Bahnradsportler
- Tobias Wagner (1598–1680), deutscher Theologe
- Tobias Wagner (* 1995), österreichischer Handballspieler
- Tobias Wald (* 1973), deutscher Politiker (CDU)
- Tobias M. Walter (* 1984), deutscher Schauspieler
- Tobias Warschewski (* 1998), deutscher Fußballspieler
- Tobias Warvne (* 1987), schwedischer Handballspieler
- Tobias Wauch (* 1995), österreichischer Radsportler
- Tobias Weber (1892–1963), deutscher Politiker (CDU) und Unternehmer
- Tobias Weber (* 1970), deutscher Hochschullehrer für Hochfrequenztechnik
- Tobias Weber (* 1995), deutscher Fußballspieler
- Tobias Wegener (* 1993), deutscher Reality-TV-Teilnehmer und Influencer
- Tobias Weger (* 1968), deutscher Historiker und Übersetzer
- Tobias Weichberger (1951–1998), deutscher Zeichner, Radierer und Maler
- Tobias Weidinger (* 1977), deutscher Leadtrompeter und Flügelhornist
- Tobias Weihe (* 1990), deutscher Schauspieler
- Tobias Weindorf (* 1980), deutscher Jazzmusiker
- Tobias Weis (* 1971), deutscher Fußballspieler (Karlsruher SC, SG Wattenscheid 09)
- Tobias Weis (* 1985), deutscher Fußballspieler (TSG 1899 Hoffenheim)
- Tobias Wellemeyer (* 1961), deutscher Regisseur und Intendant
- Tobias Weller († 1666), deutscher Orgelbauer
- Tobias Weller (* 1969), deutscher Historiker
- Tobias Welte (1959–2024), deutscher Pneumologe
- Tobias Welz (* 1977), deutscher Fußballschiedsrichter
- Tobias Welzel (* 1990), deutscher Basketballspieler
- Tobias Wember (* 1981), deutscher Musiker
- Tobias Wendl (* 1987), deutscher Rennrodler
- Tobias Werner (* 1985), deutscher Fußballspieler
- Tobias Werner (* 1997), deutscher Volleyballspieler
- Tobias Wiemann (* 1981), deutscher Filmregisseur
- Tobias Wiesner (* 1990), deutscher Fußballspieler
- Tobias Wildi (* 1973), Schweizer Historiker, Archivar und Unternehmer
- Tobias Willers (* 1987), deutscher Fußballspieler
- Tobias Willi (* 1976), Schweizer Organist und Hochschullehrer
- Tobias Willi (* 1979), deutscher Fußballspieler
- Tobias Willner (* 1971), deutscher Trompeter
- Tobias Willumsen (1884–19??), grönländischer Landesrat
- Tobias Wimbauer (* 1976), deutscher Publizist und Antiquar
- Tobias Winter (* 1993), österreichischer Beachvolleyballspieler
- Tobias Wolf (* 1987), deutscher Musiker und Schauspieler
- Tobias Wolf (* 1988), deutscher Fußballspieler
- Tobias Wolff (1531 – n. 1600), deutscher Medailleur und Goldschmied
- Tobias Wolff (* 1945), US-amerikanischer Schriftsteller
- Tobias Wolff (* 1975), deutscher Intendant und Kulturmanager
- Tobias Wörle (* 1984), deutscher Eishockeyspieler
- Tobias Wulf (* 1956), deutscher Architekt und Professor

#### Z
- Tobias Zech (* 1981), deutscher Politiker
- Tobias Zellner (* 1977), deutscher Fußballspieler und -trainer
- Tobias Zeutschner (≈1621–1675), deutscher Komponist, Organist und Kirchenlieddichter des Barock
- Tobias Zielony (* 1973), deutscher Künstler, Fotograf und Filmemacher
- Tobias Zilliacus (* 1971), finnischer Schauspieler und Drehbuchautor

### Tobias als Familienname
- Aleix Tobías (* 1976), spanischer Musiker
- Andreas Tobias (* 1984), deutscher Schauspieler
- Antonio Realubin Tobias (* 1941), Bischof von Novaliches
- Fabian Tobias (* 1978), deutscher Fernsehproduzent
- Fritz Tobias (1912–2011), deutscher Ministerialrat und Autor
- George Tobias (1901–1980), US-amerikanischer Theater- und Filmschauspieler
- Gert Tobias (* 1973), deutscher Künstler, siehe Gert & Uwe Tobias
- Herbert Tobias (1924–1982), deutscher Fotograf
- Isabella Tobias Lites (* 1991), israelisch-litauische Eiskunstläuferin
- Jason Tobias, US-amerikanischer Schauspieler, Drehbuchautor und Filmproduzent
- Jesse Tobias (* 1972), US-amerikanischer Rockgitarrist
- John Tobias (* 1969), US-amerikanischer Videospiel-Designer
- Kai Tobias (1961–2022), deutscher Ökologe
- Leopold Tobias (1837–1894), deutscher Beamter und Politiker
- Natalija Tobias (* 1980), ukrainische Leichtathletin
- Oliver Tobias (* 1947), schweizerischer Film- und Theaterschauspieler
- Paula Tobias (1886–1970), deutsche Ärztin
- Pavel Tobiáš (* 1955), tschechischer Fußballspieler und -trainer
- Phillip Tobias (1925–2012), südafrikanischer Paläoanthropologe
- Randall Tobias (* 1942), US-amerikanischer Regierungsbeamter, Chef der Agency for International Development
- Rudolf Tobias (1873–1918), estnischer Komponist und Organist
- Uwe Tobias (* 1973), deutscher Künstler, siehe Gert & Uwe Tobias
- Vinícius Tobias (* 2004), brasilianischer Fußballspieler
- Zoltán Tóbiás (Schwimmer) (1886–1950), ungarischer Schwimmer
- Zoltán Tóbiás (Radsportler), ungarischer Radrennfahrer
- Vorname?, Tobias (um 1775), Genealoge/Historiker des gräflichen Hauses Schönburg, seine Schriften befinden sich in Archiven in Dresden (Hauptstaatsarchiv) und Wien, zitiert von Otto Posse[4]

## Sonstige Namensverwendung
- Tobias, eines der letzten deutschen Grubenpferde
- Tobiasfisch (Ammodytes tobianus)
- Tobias (Gattung), eine Spinnengattung aus der Familie der Krabbenspinnen
- Tobiassäure